# Oschitz (Schleiz)
Oschitz ist ein Stadtteil von Schleiz im Saale-Orla-Kreis in Thüringen.

## Geografie
Der Ort liegt etwa einen Kilometer südwestlich der Kernstadt Schleiz. Der Ort hat sich aus einem Straßendorf entwickelt, der an der alten Heeresstraße nach Lobenstein über Burgk gelegen hat. Die zweizeilige Hauptstraße verlief von Nord nach Süd und hatte Quergassen. Höchste Erhebung in der Flur von Oschitz ist der Kulm am östlichen Ortsrand.

## Geologie
Wie das Schleizer Oberland, liegen die Gemarkungen der Stadt und Oschitz geologisch im Südostthüringer Schiefergebirge. Es treffen somit auch die Vorteile der natürlichen Fruchtbarkeit der Böden zu.

## Geschichte
Urkundlich wurde Oschitz am 23. Juni 1333 erstmals erwähnt.
Das Dorf zählte 1861 799 Personen. Es gab 41 Bauernhöfe und das Kammergut, das aus drei Gütern hervorgegangen ist. Es war wohl das Schleizer Küchendorf.
1923 bewirtschaftete das Fürstliche Kammergut 180 ha. Nach dem Zweiten Weltkrieg unterlag dieser Betrieb der Entwicklung in Ostdeutschland.
Am 1. April 1923 wurde Oschitz nach Schleiz eingemeindet.

## Sehenswürdigkeiten
- Kirche St. Markus (Oschitz)

## Wirtschaft
In Oschitz haben sich mehrere Unternehmen angesiedelt, trotzdem spielt die Landwirtschaft noch eine entscheidende Rolle.

## Verkehr
Oschitz liegt an der Bahnstrecke Schleiz–Saalburg. Diese ist inzwischen stillgelegt. Auf der einstigen Trasse wurde der Oberland-Radweg angelegt.